# Aka, Madžarska
Aka je vas na Madžarskem, ki upravno spada pod podregijo Kisbéri Županije Komárom-Esztergom.

## Zgodovina
Dežela vasi je bila prvič v listini omenjena leta 1358. Po osmanski oblasti so opustošeno vas naselili rimskokatoliški Slovaki in Nemci. Po drugi svetovni vojni z obvezno preselitvijo Nemcev se je prebivalstvo vasi znatno zmanjšalo. Danes ima najmanj prebivalcev. Cerkev vasi je bila zgrajena leta 1790.